# Digital Game Card
『Digitel Game Card』（デジタルゲームカード）は、コナミデジタルエンタテインメントが、2011年から稼動したオンライントレーディングカードゲームである。

## 概要
2012年現在『Digital Game Card』には、3つのオンラインゲームがある。
1.『FOOTBALL ALLSTAR'S』
　　2011年に開始したサッカーのオンラインゲーム。1パック2枚入り200円で発売されており、2012年になって日本代表Ver.が発売され、それは300円で発売されている。
2.『BASEBALL ALLSTAR'S』
　　2011年に開始した野球のオンラインゲーム。1パック2枚入り200円で発売されている。
3.『G1 ALLSTAR'S』
　　2012年に開始した競馬のオンラインゲーム。1パック2枚入り200円で発売されている。